# Renia rhamphialis
Renia rhamphialis là một loài bướm đêm trong họ Noctuidae.